# لیه سینگر
لیه سینگر (انگلیسی: Leah Singer؛ زادهٔ ؟) یک هنرمند در زمینهٔ چندرسانه‌ای و عکاس اهل ایالات متحده آمریکا است. او همکار هنری و همسر لی رانالدو از سانیک یوث است. سینگر در کانادا به دنیا آمد و روزنامه‌نگاری و عکاسی را در دانشگاه رایرسون تورنتو فرا گرفت. در دهه ۱۹۹۰ برای تحصیل در رشته سینما به نیویورک مهاجرت کرد. وی همچنین به عنوان نقاش به تعلیم نقاشی می‌پردازد.
از فیلم‌ها یا برنامه‌های تلویزیونی که وی در آن نقش داشته‌است می‌توان به بابا لنگ‌دراز اشاره کرد. او در این فیلم در نقش شخصیت پیج، همسر سابق لنی به ایفای نقش پرداخت.
سینگر با همسرش چندین کتاب منتشر کرده‌است. برای یکی از همین آثار منتشر شده او دنبال یافتن ردی از مشاهیری مانند ویلیام اس. باروز، برایان جونز، پل بولز و اورنت کلمن، همراه با همسرش لی رانالدو، سفری به مراکش داشت.